# Gastronomía de la provincia de Lugo
. 

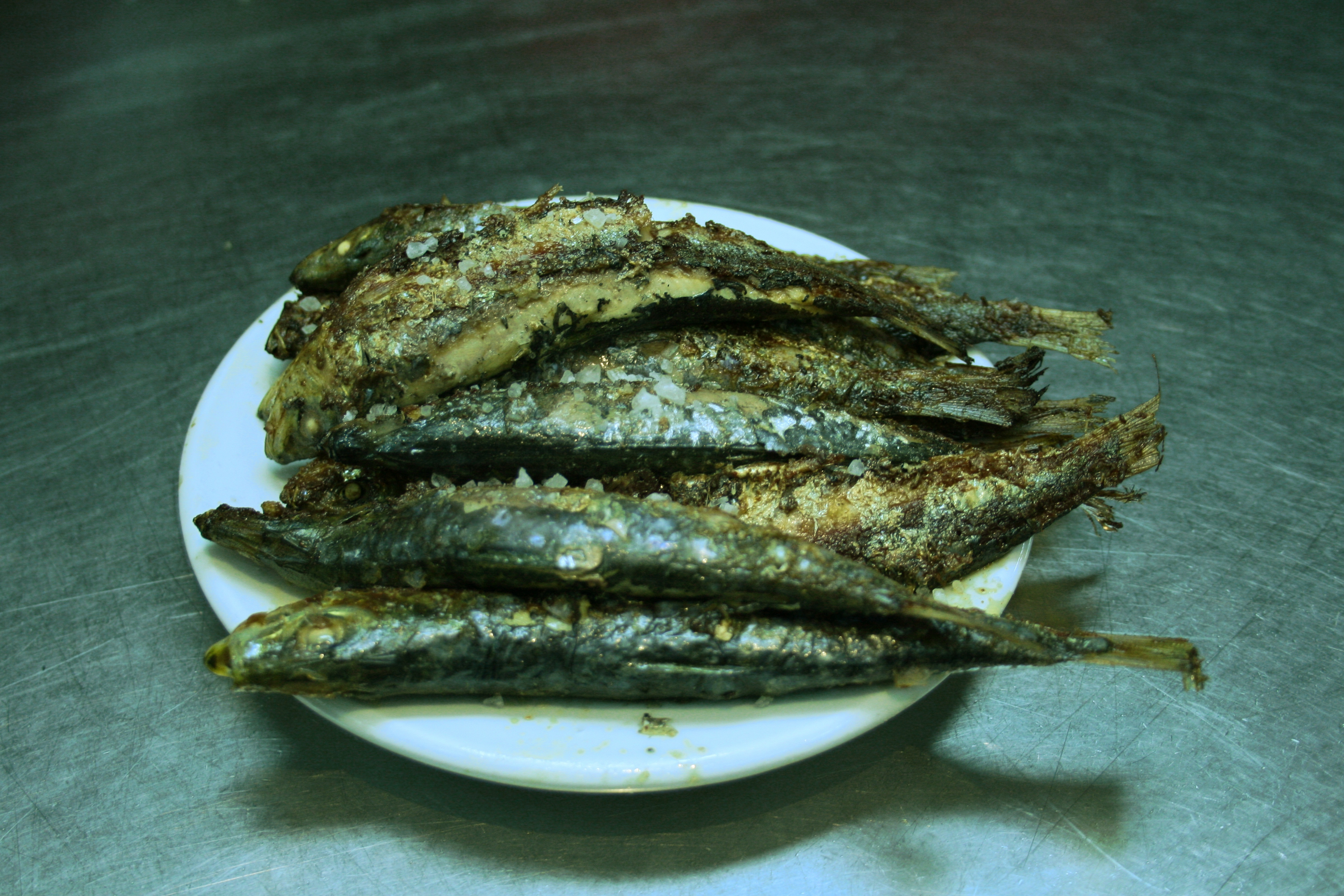
Sardinas asadas (sardinas lañadas) con su toque de sal gorda

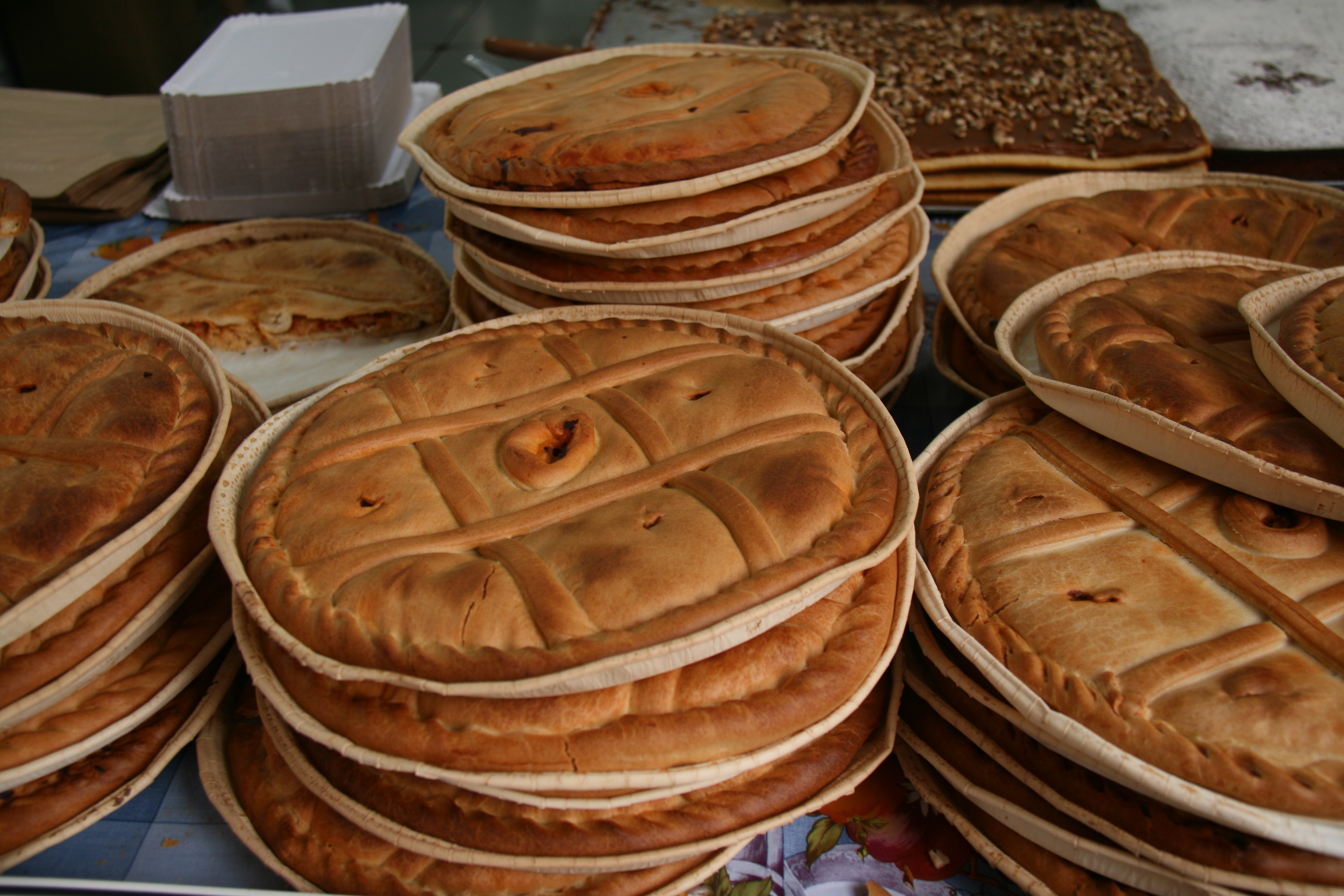
Las empanadas gallegas (típicas son las rellenas de bacalao).

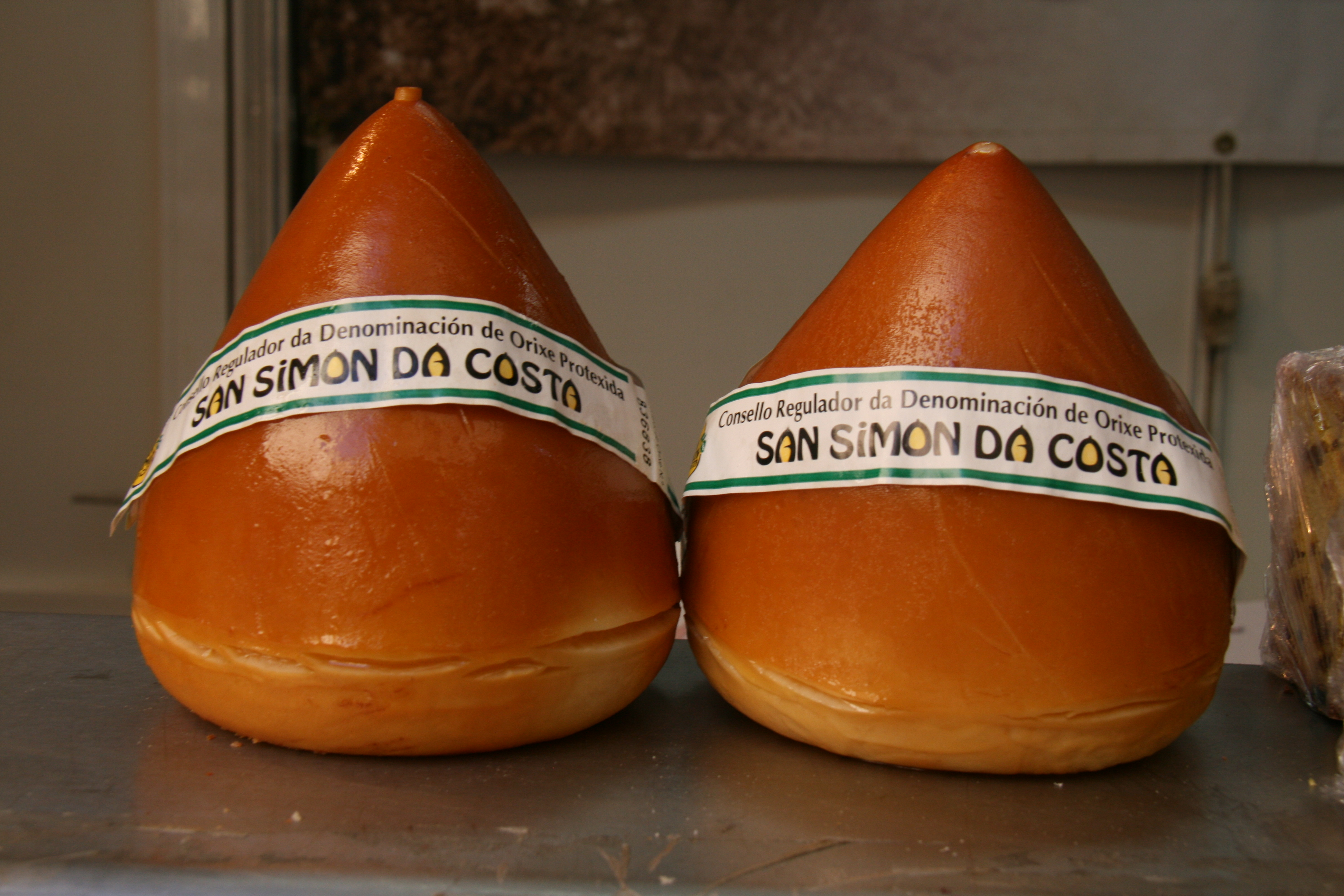
Queso San Simón da Costa

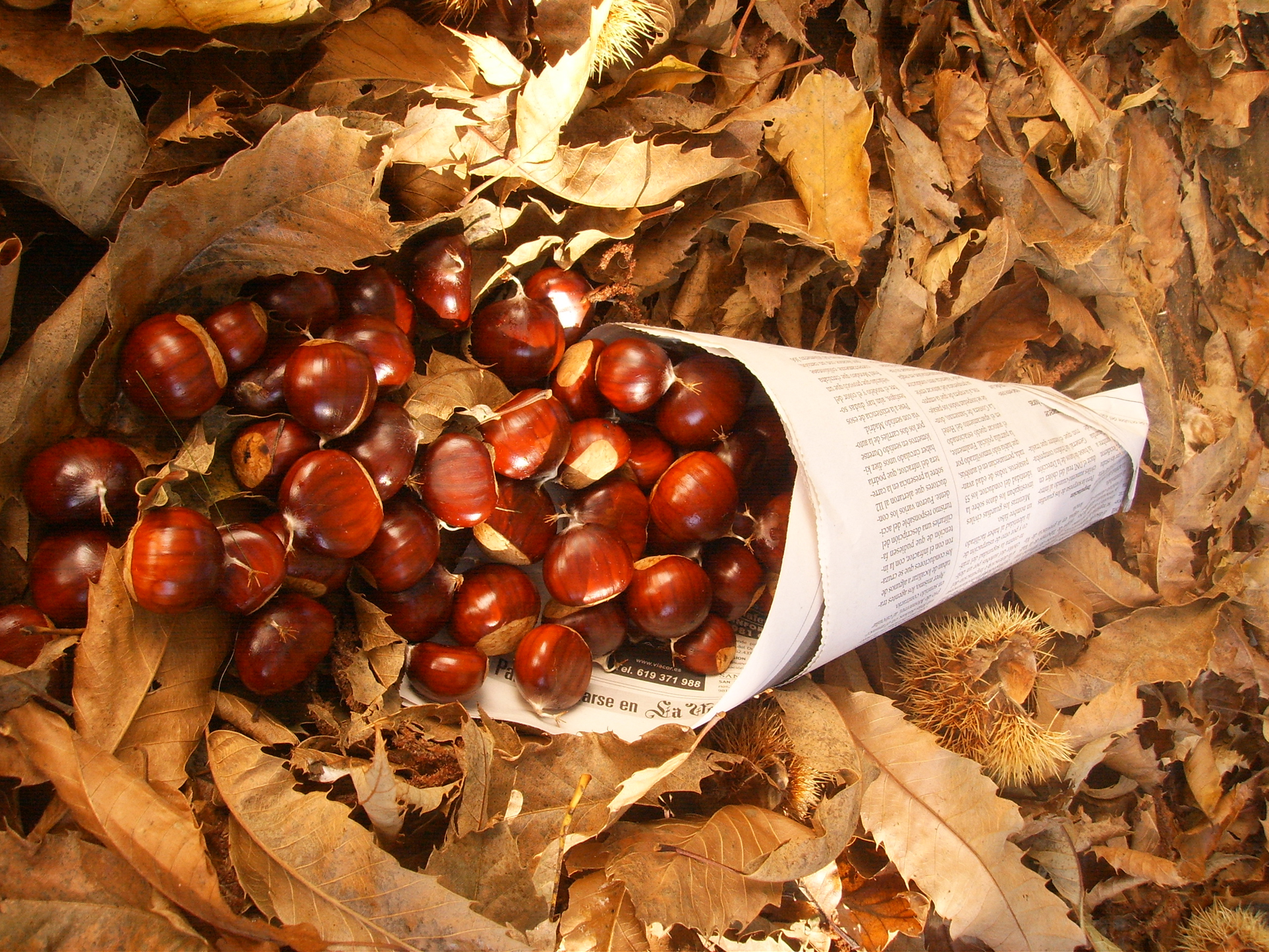
Las castañas son un ingrediente humilde presente en festividades como el magosto.

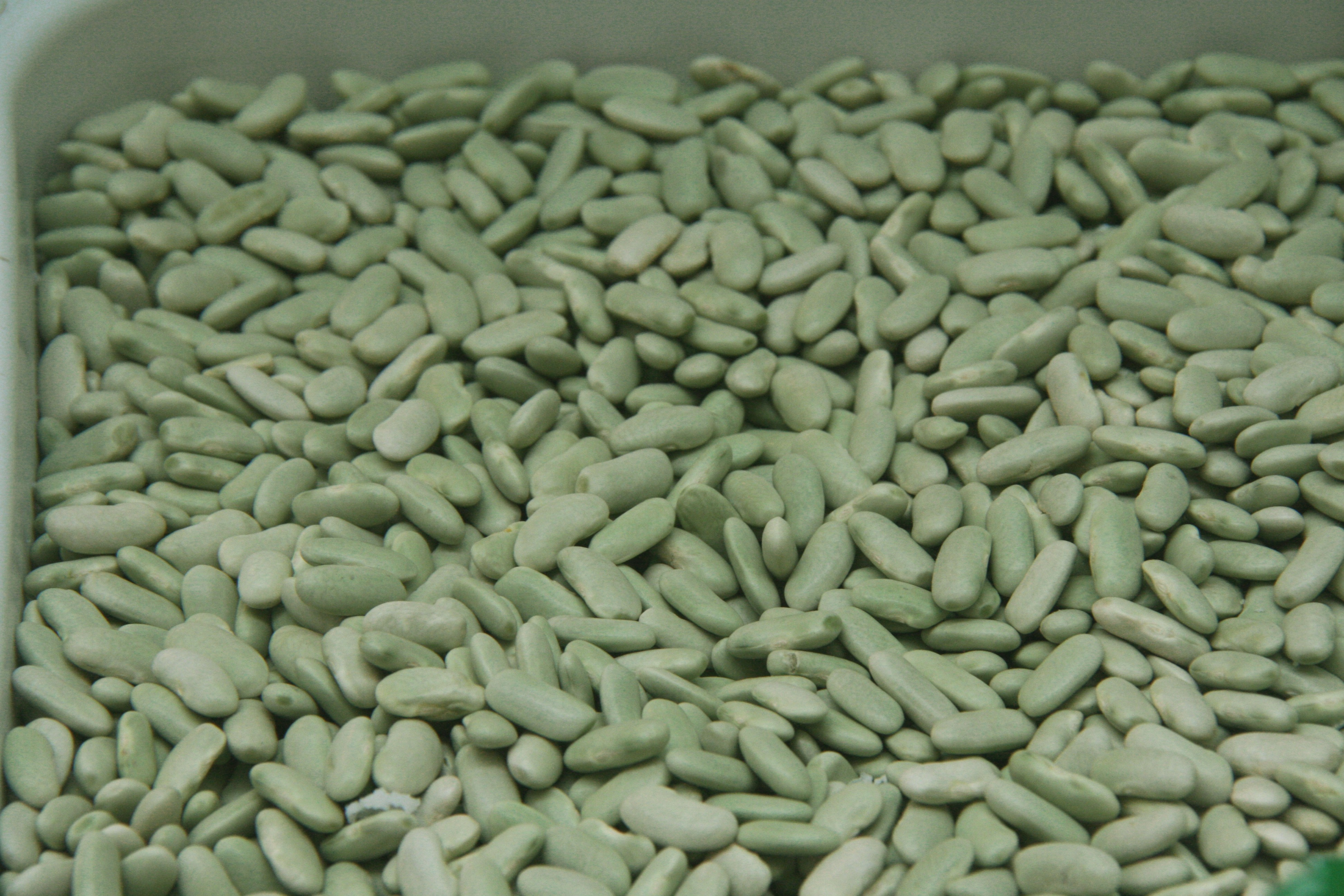
Fabinas verdes de La Mariña

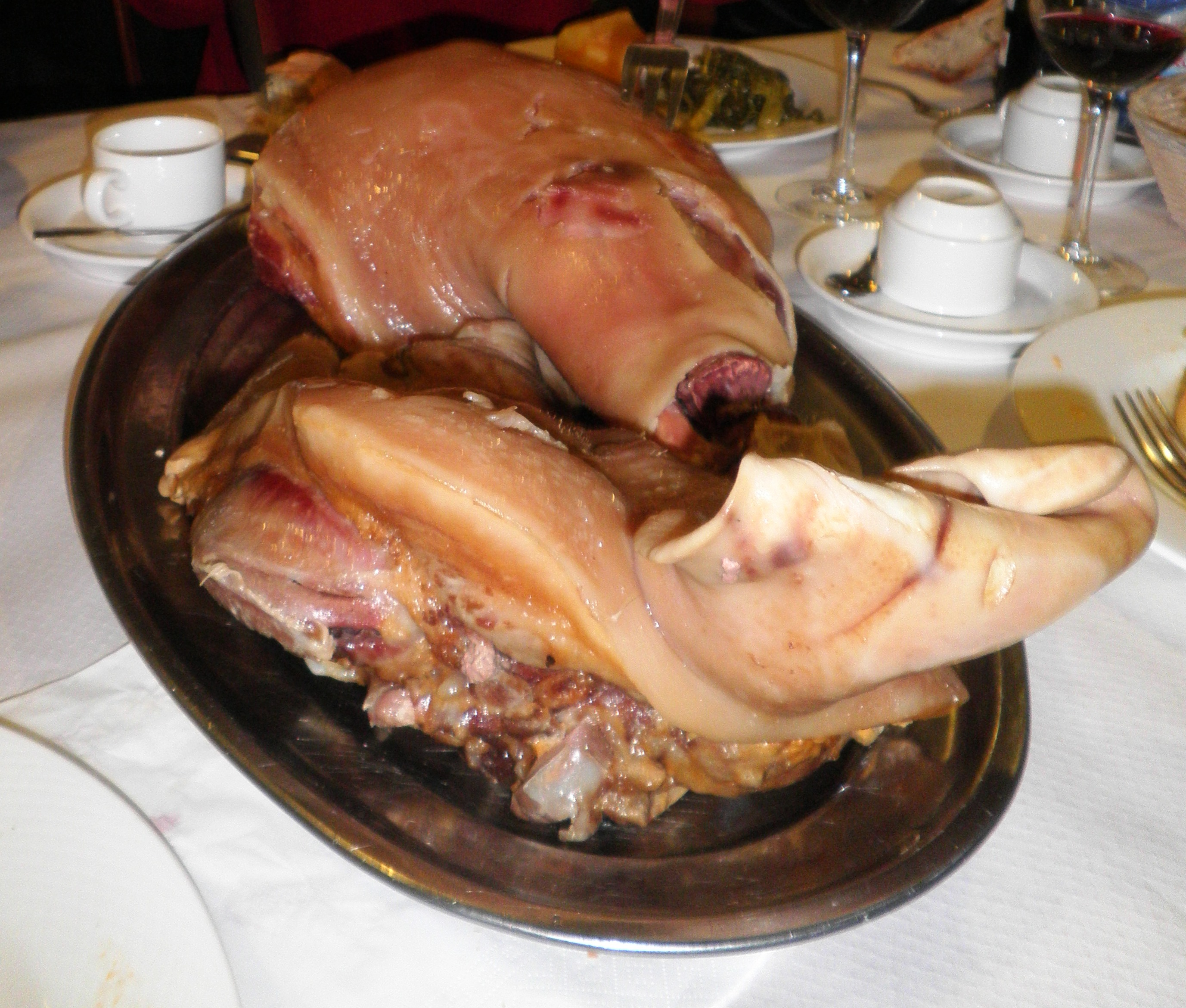
Lacón con grelos.

La gastronomía de la provincia de Lugo es el conjunto de preparaciones, platos y costumbres culinarias de la provincia de Lugo. (Galicia). Es típica la empanada gallega. Es abundante en su cocina el empleo de pescados y mariscos, aunque sólo hay una franja de mar al norte de la provincia.
La provincia desde comienzos del siglo XX se ha dedicado a la producción ganadera, un fenómeno que ha hecho posible comercializar productos como la carne de vacuno. Por sus tierras pasa la ruta jacobea (variante francesa), y es considerada fuente de transmisión de saber culinario.

## Historia
Atendiendo la existencia de poblados celtas en ciertas áreas de la provincia, esta área tuvo influencias del imperio romano siendo la Lucus Augusti la capital de la provincia. Encontrándose restos arqueológicos de instrumental propio de la cocina romana y de una ganadería creciente. No obstante, existen estudios que se centran en la existencia de una cocina puramente localista, fundamentada en productos muy del clima de la zona, durante los periodos medievales. Estos primeros pobladores, en lugar de aceite empleaban manteca.
La trashumancia entre León y Lugo promovió un transvase de conocimiento culinario entre provincias. La introducción de la patata en el siglo XVII hizo que se substituyera por el consumo de castañas. La tendencia de los municipios rurales ha sido la del autoabastecimiento, lo que ha supuesto un conservadurismo a los productos de la tierra. El ingrediente más popular en la alimentación lucense era el pan. El centeno era el cereal más cultivado hasta este siglo. El mijo (millo) fue siendo substituido gradualmente por el maíz ya en el siglo XVIII. En la zona costera, ya existe descripción documentada de la pesca de la sardina en el siglo XVIII. La condesa de Pardo Bazán en su libro La cocina española antigua menciona a la provincia en algunas de sus recetas, como es el caso del capón cebado tan popular en el municipio de Villalba.

## Ingredientes
En el terreno de la agricultura, la mayor parte de los cultivos están orientados a la producción de forraje dedicado a la ganadería. Esto supone una relativa abundancia de productos cárnicos y lácteos. La agricultura está dedicada mayoritariamente al cultivo de la vid y de la patata. Al tener una franja de costa, así como ríos en su interior, los pescados y los mariscos están muy presentes en las elaboraciones culinarias.

## Verduras
La producción tradicional de verduras y hortalizas se ha caracterizado en la provincia, al igual que en el resto de Galicia, por el minifundio. Este minifundio es más acusado en la zona de costa que en el interior. En esta última zona de límite con el mar hace que, al ser la ganadería la actividad fundamental, la mayoría de los cultivos estén orientados a la producción de piensos y, sobre todo, forrajes. El tradicional cultivo de cereal se está abandonando, no así el del trigo. La patata es un cultivo extendido y popular en toda la provincia. La patata gallega posee una denominación de origen: la Indicación Geográfica Protegida Patata de Galicia cultivada principalmente en la Tierra Llana. En la localidad de La Mariña, al norte de la provincia, se cultiva popularmente la denominada alubia verdina (denominada igualmente como faba de marisco) muy apropiada por su textura y sabor en platos de pescado y marisco. También es muy conocida la faba de Lourenzá, de color blanco y excepcional calidad culinaria. El mercado de Fabas de Lourenzá está documentado desde el siglo XVIII, tal y como se apunta en el Archivo de Geografía General del Reino de Galicia.
Tradicionalmente se consumía en las zonas rurales del interior sopas que constaban de un caldo al que se le añadían verduras diversas tales como berzas, patatas, habas, grelos, etc. Era habitual añadir igualmente un poco de 'unto' del cerdo. Elaboración que se realizaba en los potes. Estos calduchos de grelos eran muy populares en los siglos anteriores al XIX. El pan y las castañas eran una comida muy habitual. En la zona atlántica era popular la papa de millo preparada como desayuno.  

### Carnes
Existe una cierta capacidad de incluir productos de la caza menor (perdiz escabechada, liebre, conejo, faisán) y mayor. El cerdo es importante en la provincia, los productos fruto de su matanza (realizada tradicionalmente en los meses de diciembre y enero) proporcionan abundantes embutidos y cecinas (denominadas compango). Los perniles del cerdo se solían preparar ahumados, secos o cocidos en fiambre denominado lacón. En localidades como Sarria, resulta popular el botelo del municipio de Fonsagrada, el lacón trufado, los jamones cocidos con vino, las sopa de manteca, la androlla, las tripas, los liscos (panceta cocinada con abundante aceite y a la brasa). Antaño se servían en las ferias de Sarria las uñas de cerdo cocidas junto con castañas. En el terreno de la carne de vacuno en sus valles se produce la ternera gallega, que se introdujo su consumo popular a finales del siglo XX. El consumo durante los siglo XVII al XIX no fue muy extendido en la provincia por ser su carne excesivamente cara. Las cecinas de vacuno son a veces apreciadas en el mundo rural. 
El ganado ovino-caprino está muy extendido en el interior de la provincia. Si bien, su carne no es empleada tradicionalmente en la elaboración de platos, la lana y la leche si participan en la sociedad lucense tradicional. El uso de estas carnes está muy extendida a las fechas en las que existen celebraciones populares señaladas, tales como funerales, bodas, fiestas del patrón, etc.  
En el terreno de la volatería es muy afamado el capón cebado (engordado) de Villalba, que celebra su feria en fechas próximas al día de Nochebuena. En el año 2010 se ha celebrado esta feria el domingo, día 19 de diciembre. Tradicionalmente se consumía sólo en fechas señaladas. La gallina suele participar en muchos de los platos lucenses. Y dentro de la caza menor las perdices.

### Pescados y mariscos
Entre los pescados (peixe) se encuentra la sardinas (cuya temporada es en verano) de la que se realizan diversas preparaciones como las asadas (lañadas), cocidas con los cachelos o servidas con pimentón. Las reuniones populares se traducen a veces en las sardiñadas, típicamente en fiestas como el San Juan o en pequeñas fiestas en las playas. Se emplean en temporada las denominadas parrocha (sardina joven). El pescado gallego por excelencia es el rodaballo (denominado faisán del mar), entre otros, pudiendo destacar también la merluza (que se prepara con salsa gallega a base de hierbas y verduras) y del que elaboran diversas variantes, congrio. 
Los salmones del Ulla dentro de la pesca fluvial, así como las truchas del río Miño, Sil y otros ríos de gran capacidad. Existe documentada la pesca de anguila en los ríos de la provincia.
Dentro del terreno de los mariscos están la langosta de Burela, los mejillones del río Miño o los cangrejos de río.

### Lácteos
Entre los quesos de la provincia más afamados se encuentra el de Cebrero, el queso San Simón da Costa elaborado con leche de vaca y se caracteriza por su sabor ahumado.

### Hortalizas y frutas
Se elaboran unos puches denominados arrandas, típicos en Vivero. Con la harina de trigo se elaboran empanadas de hojaldre rellenas de huevo. Especial relevancia tiene en Antas de Ulla el pan de Antas, elaborado de forma artesanal en hornos de leña y amasado con harina de trigo del país.

## Repostería
Dentro de las especialidades reposteras de la provincia figuran las tortas de maíz de Guitiriz, tartas de Mondoñedo (constituida por tres pisos y el bajo, de sabores distintos); el roscón de Vilalba elaborado con huevos, azúcar y almendra molida; la tarta de riotorto que se elabora con una masa de hojaldre; así como también la tarta de Puertomarín. En La Mariña destacan los pasteles de los conventos de Valdeflores en Vivero o Santa Clara en Ribadeo, las filloas, orellas, y requesón. De la misma manera es un postre muy popular las castañas con leche.